# Helmut Witte (Chemiker)
Helmut Witte (* 18. Juli 1909 in Helmstedt; † 26. Juni 2008 in Darmstadt) war ein deutscher Chemiker.

## Biografie
Helmut Hermann Wolfgang Witte wurde 1909 als Sohn von Albert Witte und seiner Frau Clara geb. Salge in Braunschweig geboren. Nach dem Abitur studierte er zunächst in Braunschweig und danach an der Universität München und von 1930 bis 1933 in Göttingen. Dort wurde er 1934 promoviert. Anschließend war er wissenschaftlicher Assistent. 1939 habilitierte er sich an der Universität Göttingen. Von 1939 bis 1943 war er Leiter des wissenschaftlichen Labors der CHF Müller AG in Hamburg und Berlin.
Zum 1. April 1943 wechselte Witte als Assistent an das Institut für Anorganische und Physikalische Chemie der TH Darmstadt. Von 1948 bis 1975 war er dort Hochschullehrer. Seine Spezialgebiete waren Elektronendichteverteilung in Kristallen, Wasserstofflöslichkeit in Metallen und Legierungen und die Heterogene Katalyse. Von 1955 bis 1957 war er Dekan der Abteilung Chemie und von 1960 bis 1962 Rektor. Am 25. November 1960 hielt er seine Antrittsrede als Rektor mit dem Titel Die chemische Bindung und ihre Bedeutung für die Eigenschaften der Kristalle.
Witte war von 1967 bis 1968 Erster Vorsitzender der Deutschen Bunsen-Gesellschaft für Physikalische Chemie.
Witte war mit Gisela Struve verheiratet.